# Alessandro Franchi (cardinal)
Pour les articles homonymes, voir Alessandro Franchi.
Alessandro Franchi (né le 25 juin 1819 à Rome, alors capitale des États pontificaux et mort dans la même ville le 31 juillet 1878) est un cardinal italien  du XIXe siècle.

## Biographie
Alessandro Franchi est nommé archevêque titulaire de Thessalonique (de)  en 1853 et consacré par Le pape Pie IX avec comme co-consécrateurs  (it) et Giuseppe Palermo.  
Le pape Pie IX le crée cardinal-diacre lors du consistoire du 22 décembre 1873. Il est secrétaire de la Congrégation extraordinaire des affaires ecclésiastiques  de 1860 à 1868. Cette année-là, il est envoyé comme nonce apostolique en Espagne et puis comme légat  a latere à Constantinople (pour résoudre le schisme de l'église arménienne).  De 1874 à 1878, Franchi est préfet de la Congrégation de Propaganda Fide. Il participe au conclave de 1878, lors duquel Léon XIII est élu pape. Il est cardinal secrétaire d'État, préfet du palais apostolique  et administrateur du patrimoine du Saint-Siège de  mars 1878 jusqu'à sa mort en juillet, du paludisme.

## Succession apostolique
Alessandro Franchi a ordonné les évêques suivants :
- Évêque Louis Bel, C.M. (1865)
- Cardinal Benito Sanz y Forés (1868)
- Évêque Pedro Núñez y Pernía, O.S.B. (1869)
- Évêque Raffaele Capone (it), C.SS.R. (1874)
- Archevêque Domenico Bucchi-Accica (1874)
- Archevêque Camillo Sorgente (1874)
- Archevêque Antonio Maria Grasselli (it), O.F.M.Conv. (1874)
- Évêque Michael O'Connor (1874)
- Cardinal Domenico Sanguigni (1874)
- Évêque Timoleone Raimondi (it), P.I.M.E. (1874)
- Évêque Ludovico Marangoni, O.F.M.Conv. (1875)
- Évêque Antonio Vincenzo Testa, O.F.M.Obs. (1875)
- Cardinal Giovanni Simeoni (1875)
- Archevêque Ambrose Notyn Darauni (1875)
- Évêque Giuseppe Bugliari (1875)
- Archevêque Giuseppe Zaffino (1875)
- Évêque Giovanni Battista Scalabrini (1876)
- Archevêque Cesare Roncetti (pt) (1876)
- Évêque Andrija Ilić (1876)
- Patriarche Ludovico Piavi (it), O.F.M.Obs. (1876)
- Archevêque Ignazio Ghiurekian (de), C.A.M. (1877)
- Archevêque Alessandro Balgy, C.A.M. (1877)
- Cardinal Gaetano Aloisi Masella (1877)
- Cardinal Mario Mocenni (1877)
- Évêque Daniele Comboni, F.S.C.I. (1877)
- Évêque Silas Chatard (1878)
- Cardinal Guglielmo Sanfelice d'Acquavella, O.S.B. (1878)
- Évêque Charles-Bonaventure-François Theuret (1878)